# Гетерогенная система
Гетероге́нная систе́ма (от греч. ἕτερος — разный; γένω — рождать)   — неоднородная система, состоящая из однородных частей (фаз), разделённых поверхностью раздела. Однородные части (фазы) могут отличаться друг от друга по составу и свойствам. Число веществ (компонентов), термодинамических фаз и степеней свободы связаны правилом фаз. Фазы гетерогенной системы можно отделить друг от друга механическими методами (отстаиванием, фильтрованием, магнитной сепарацией и т. п.). Примерами гетерогенных систем могут служить: жидкость — насыщенный пар; насыщенный раствор с осадком; многие сплавы. Твёрдый катализатор в токе газа или жидкости тоже гетерогенная система (гетерогенный катализ). В технике гетерогенной системой является кирпичная и каменная кладка, состоящая из кладочных элементов (кирпича, природных или искусственных камней, бетонных блоков и др.) и  строительного раствора.